# Daens (film)
Daens este un film belgian regizat de Stijn Coninx. Realizat în 1992, este o dramă istorică care spune povestea lui Adolf Daens, un preot catolic din Aalst (Belgia) care a luptat pentru drepturile lucrătorilor din a doua revoluție industrială. Filmul a fost nominalizat la Premiul Oscar pentru cel mai bun film străin, în 1994.

## Fișă tehnică
- adresa
- maura fajardo
- Dirk Impens Production
- Jean-Luc Ormières
- Maria Peters
- Hans Pos
- Dave Schram
- Scenariu Louis Paul Boon (roman)
- Francois Chevallier
- Stijn Coninx
- Addy Weijers
- Muzica Dirk Brossé
- Walther van den Ende fotografie
- Muntele Ludo Troch
- În rol principal cu Jan Decleir
- Gérard Desarthe
- Antje de Boeck
- Michael Pas
- Vezi toate creditele (IMDb)
- Fapte și cifre
- Țara Belgia
- Franța
- Olanda
- Anul 1992
- Genul Drama istorică (sec. XIX)
- Durata 138 min.
- Limba (limbile) olandeză
- franceză
- latin
- spaniolă
- companii
- Distribuție Universal Pictures Benelux
- Fila IMDb
- Foaie în FilmAffinity

## Rezumat
Părintele Daens este un preot care aduce întotdeauna probleme episcopilor săi. După o perioadă controversată la Universitate, se întoarce în orașul natal, Aalst, unde descoperă condițiile grele de muncă ale muncitorilor (bărbați, femei și copii) ale companiilor textile.
Părintele Daens este martor cum copiii mor de frig în fabrici și cum părinții își înecă necazurile în tavernă. Observați exploatarea pe care burghezia industrială o desfășoară asupra familiilor muncitoare ale orașului și, inspirată de enciclica Rerum Novarum a papei Leon XIII, îi va încuraja să se străduiască să-și îmbunătățească condițiile pe fondul unui climat politic agitat și fără a pierde vreodată Vezi-ți credința.
Filmul recreează scenariile orașului industrial tipic european din secolul al XIX-lea și condițiile de viață (igienă, alimente, muncă, griji ...) ale familiilor lor.

## Nominalizări
Câștigător al premiului de grup / Câștigat nominalizat
Premiul Academiei Cel mai bun film de limbă engleză nr
Premiul pentru film european cel mai bun actor Jan Decleir nr
Joseph Plateau premiază cel mai bun actor belgian Jan Decleir Da
Cea mai bună actriță belgiană Antje de Boeck
Cel mai bun regizor belgian Stijn Coninx
Cel mai bun film belgian